# Hexatoma megacera
Hexatoma megacera är en tvåvingeart som först beskrevs av Osten Sacken 1860.  Hexatoma megacera ingår i släktet Hexatoma och familjen småharkrankar. Inga underarter finns listade i Catalogue of Life.